# María Pérez Rodríguez
María Pérez Rodríguez (segle xix - segle XX) fou una activista política valenciana.
Va nàixer en els últims anys del segle xix. Desconeixem el seu lloc de naixement, encara que alguns testimonis indiquen que provenia d'alguna localitat andalusa. El 20 de setembre de 1906, segons relata el diari ABC, va contraure matrimoni a València amb Rusell Ecroyd Neild, d'origen anglès. Van tenir un fill que va morir als 4 anys. Després de casar-se, es van traslladar a Castelló. Rusell Ecroyd regentava l'empresa Automóviles Castellonenses, SA “Omnibus de Luxe”, situada al carrer Ximénez, 1, al costat del Teatre Principal. L'empresa es dedicava al transport de viatgers i lloguer de cotxes. També posseïa un garatge entre els carrers Escultor Viciano i Lluís Vives, on es llogaven places d'aparcament per a guardar cotxes.
Els pares de Rusell s'havien traslladat des de la Gran Bretanya i van arribar a Artana (Castelló) el 1894. Desconeixem les raons que els van portar a fixar la residència a Castelló de la Plana. Alfredo Ecroyd era metge i Ana María Neild tenia amb un dilatat currículum com a militant antialcohòlica. És sabut que la lluita contra l'alcohol que es va portar a terme durant tot el segle xix en el món anglosaxó va originar l'aparició d'organitzacions dedicades a l'antialcoholisme i va desencadenar grans campanyes dedicades a una àmplia gamma de reformes socials. Ana María, encara sent xiqueta, conscienciada ja del perill que podia suposar els excessos en l'ús de les begudes alcohòliques, va fundar al seu poble natal la Banda de l'Esperança, una agrupació infantil contra el seu ús. També va ser la fundadora de l'Associació de Dones Temperants, a la ciutat anglesa de Torquay en la quan va treballar fins al 1890. Abans de venir a la Península, durant deu anys havia pronunciat al voltant de mil conferències en més de cent cinquanta ciutats diferents de Gran Bretanya i Irlanda.
Ja a Espanya, el matrimoni va seguir la seua campanya antialcohòlica i van ser els fundadors del periòdic El Abstemio, el primer número del qual va veure la llum a l'octubre de 1910. María i el seu germà Manuel van col·laborar-hi amb articles. Al març de 1911 van presentar al Govern Civil de Castelló el Reglament de la Lliga Antialcohòlica Espanyola. María va formar part de la junta directiva d'aquesta organització.
A l'arxiu històric d'Esquerra Republicana de Catalunya consta que María Pérez, afiliada al partit, es va integrar el 1935 a l'Agrupació Local Femenina d'Esquerra Republicana. Entre les dones del partit era una de les més actives en el terreny cultural. Durant la Guerra Civil, la localitat de Benicàssim va allotjar un dels hospitals més importants de les Brigades Internacionals. María, pels seus coneixements d'anglès, va impartir classes d'espanyol als brigadistes anglesos ferits.
Davant del temor de les represàlies del franquisme pel seu compromís polític amb la República, María es va traslladar a Anglaterra, on va morir anys més tard.